# Pterostylis barbata
Pterostylis barbata är en orkidéart som beskrevs av John Lindley. Pterostylis barbata ingår i släktet Pterostylis och familjen orkidéer. Inga underarter finns listade i Catalogue of Life.

## Bildgalleri

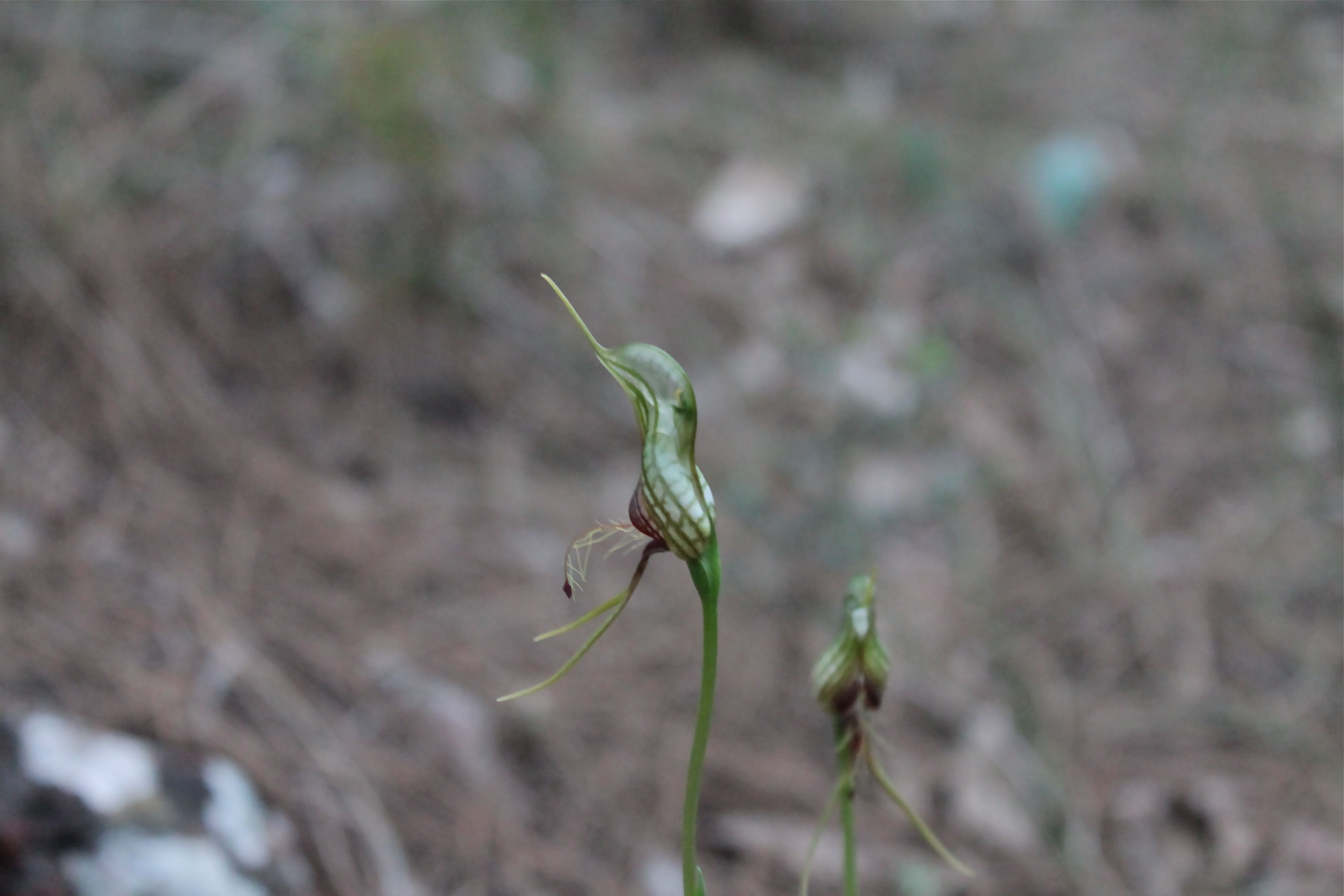
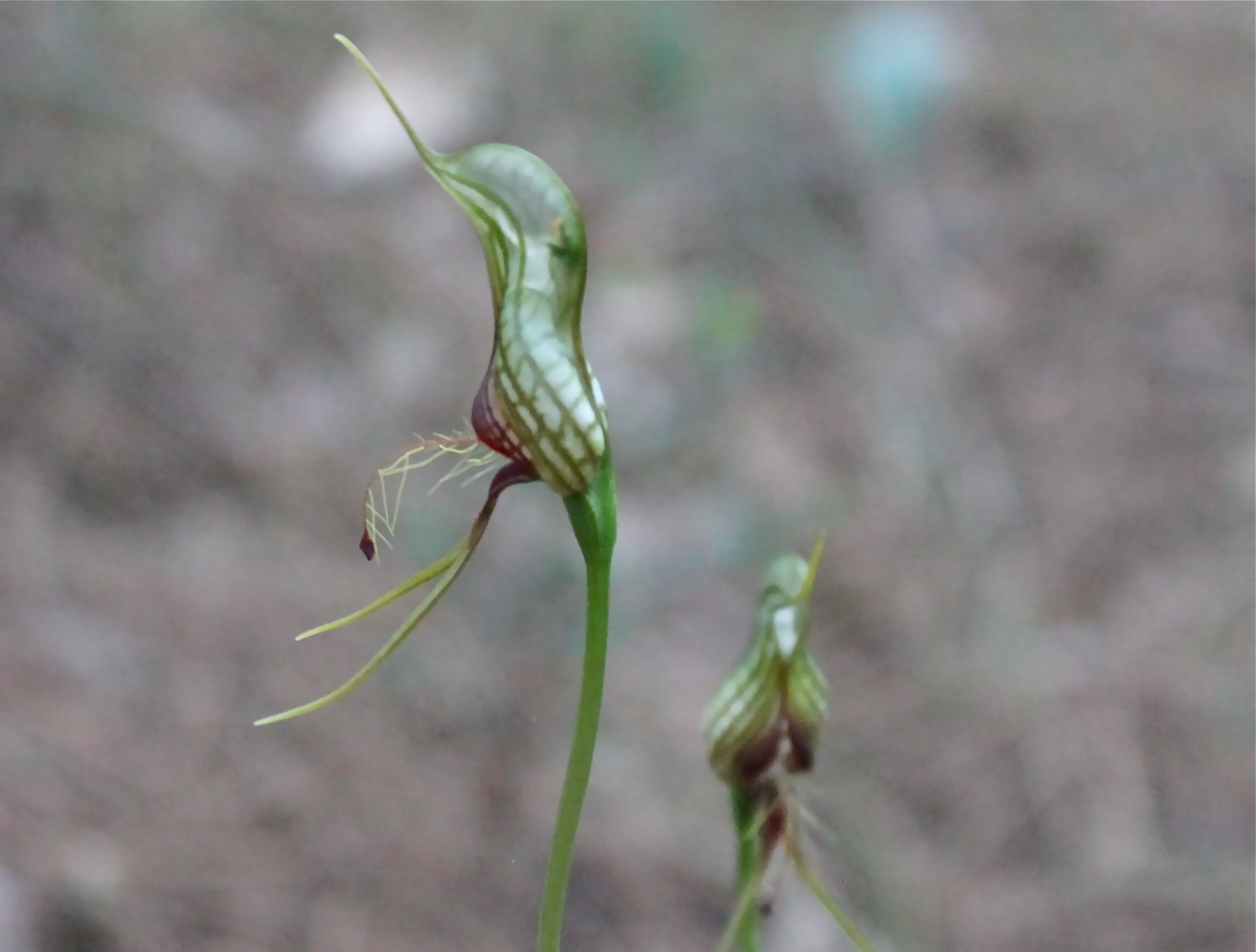
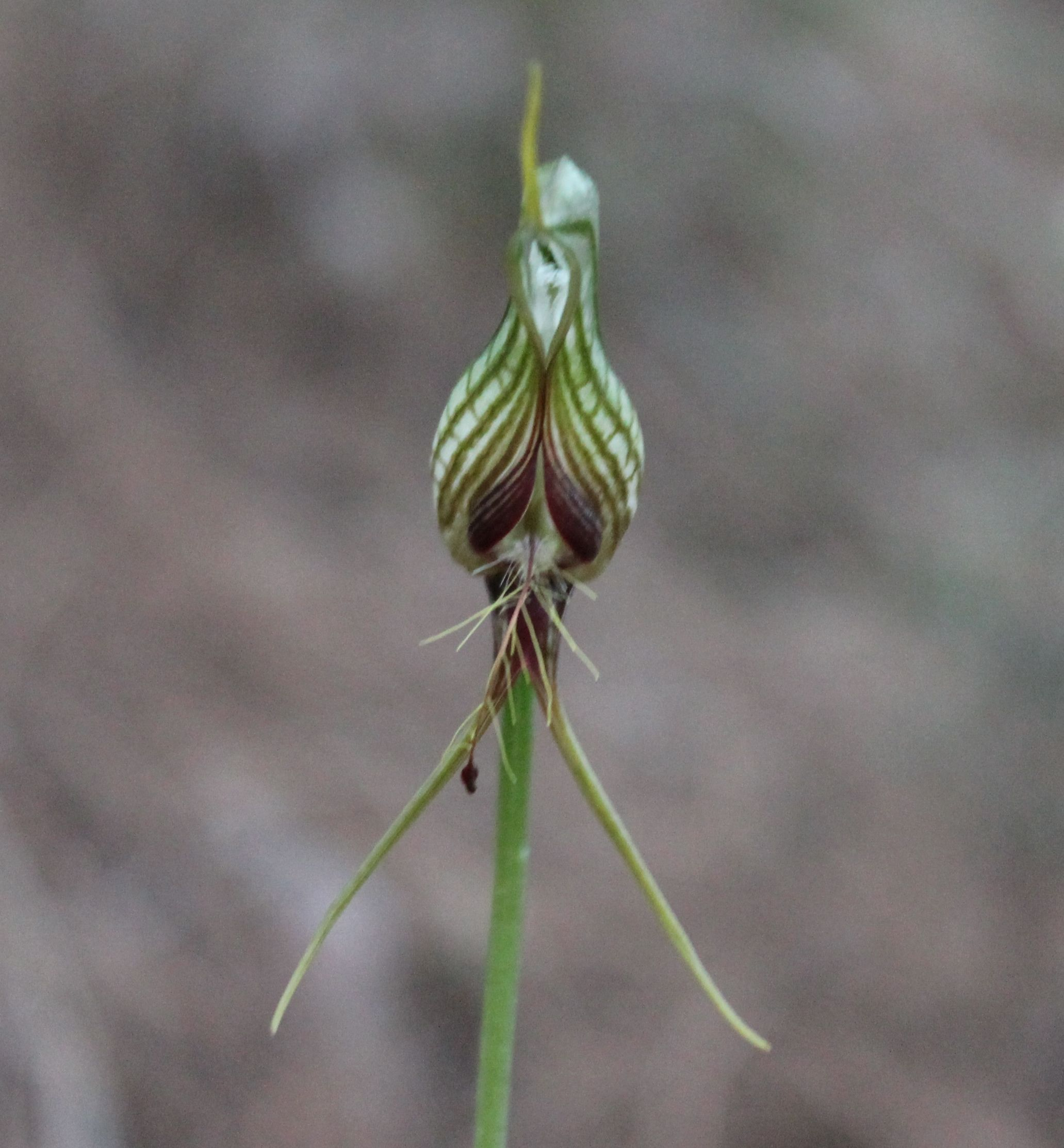